# Vestric-et-Candiac
Vestric-et-Candiac – miejscowość i gmina we Francji, w regionie Oksytania, w departamencie Gard.
Według danych na rok 1990 gminę zamieszkiwało 1001 osób, a gęstość zaludnienia wynosiła 92 osoby/km² (wśród 1545 gmin Langwedocji-Roussillon Vestric-et-Candiac plasuje się na 343. miejscu pod względem liczby ludności, natomiast pod względem powierzchni na miejscu 704.).